# الوقائع الغريبة في اختفاء سعيد أبي النحس المتشائل
الوقائع الغريبة في اختفاء سعيد أبي النحس المتشائل، وتعرف باختصار المتشائل رواية ساخرة من تأليف الروائي الفلسطيني إميل حبيبي صدرت عام 1974.

## أحداث الرواية
تدور أحداث الرواية حول سعيد أبي النحس المتشائل وهو فلسطيني من الأراضي المحتلة عام 1948 في فترة الحكم العسكري الذي فرضه الاحتلال الإسرائيلي على المواطنين الفلسطينيين.
أوجد حبيبي كلمة جديدة، من خلال نحت كلمتي تفاؤل وتشاؤم، ليصور حالة عرب الأراضي المحتلة عام 1948 وهي التشاؤل التي تحمل معنيي التفاؤل والتشاؤم مندمجين. فإن حصل مكروه للمتشائل فإنه يحمد الله على عدم حصول مكروه أكبر أو كما شُرِحت في الرواية: «خذني أنا مثلاً، فإنني لا أميز التشاؤم عن التفاؤل. فأسأل نفسي: من أنا؟ أمتشائم أنا أم متفائل؟ أقوم في الصباح من نومي فأحمد الله على أنه لم يقبضني في المنام. فإذا أصابني مكروه في يومي أحمده على أن الأكره منه لم يقع، فأيهما أنا: أمتشائم أنا أم متفائل».

## طريقة السرد
يتميز أسلوب الرواية باختلافه عن الأساليب الروائية التقليدية، فإميل حبيبي يمزج بين استلهام التراث العربي من السيرة والمقامة والأمثال والحكايات وبين أساليب روائية حداثوية وما بعد حداثوية متأثرا أيضا بكافكا وسخريته السوداء وكانديد لفولتير وغيرهم.
استطاع إميل حبيبي أن ينطلق من فسحة التراث العربي إلى ادب عصور التنوير وخرج عن النمط الروائي السائد في الرواية العربية، فكان هذا الشكل من الرواية؛ يأخذك تارة إلى حكايات ألف ليلة وليلة نظراً لاستخدام الكاتب للرسائل المُنفصلة والمُرقمة والتي كان مجموعها 44 رسالة، ثم ترى الهمذاني في مقاماته عندما يُسند المتشائل الرسائل المكتوبة إلى نفسه في بدايات الرواية:«أبلغ عني أعجب ما وقع لإنسان».
إتكئ أسلوب هذا العمل بشكل كبير على المخزون الثقافي للشعب الفلسطيني. بدأت الرواية بالنهاية استرجاع فني وفن البناء الزمني الدائري. تعتمد الراوية مبدأ الصدمة حيث تتقاطع مستويات التعبير بمرجعيات واقعية بأخرى فوق طبيعية/الغريبة أدب فانتازي.

## أجزاء الرواية
الكتاب الأول: «يعاد»: يضم عشرين مشهداً. تبدأ الرسائل باختفاء سعيد أبي النحس مع فضائيين قادمين من عوالم أخرى، ولجؤه/خروجه من قريته الصغيرة. الفضائيون نموذج استعاري وهنا يتحول الازدواج على مستوى الأرض الفلسطينيّة التي أصبحت تراوح بين الهويّة الإسرائيلية والأردنية. 
في هذا الكتاب ينسب سعيد أبو النحس المتشائل أسرته بأن بعضا من أصوله تعود إلى جارية قبرصية من مدينة حلب، وهذا يعني النحس الأول، في حين أن النحس الثاني يتمثل بالاقتلاع الحديث؛ ثم يروي قصة حبه للغزالة اللبنانية، غير أن نعت «اللاجئ» حال دون تواصله مع «الغزالة»، وهنا نقرأ سياقاً رمزياً لرفض الفلسطيني، أو احتقاره ما أدى إلى تلاشي إنسانيته. كما يروي تمكنه من العودة إلى الدولة الجديدة (إسرائيل) بعد أن لجئ أثناء حرب النكبة مع أهله إلى لبنان. ثم يلتقي سعيد بيعاد صاحبته منذ أيام المدرسة بعكا في 1940 تقريبا، فقد لجأت إليه لمساعدتها في الإفراج عن والدها السجين، لكن عساكر الجيش يداهمون بيت سعيد ويقذفون بها إلى ما وراء الحدود، فيضيع أثرها.
الكتاب الثاني: «باقية»: ويضم ثلاثة عشر مشهداً. حيث يروي سعيد قصة التقائه بفتاة من قرية جسر الزرقاء اسمها (باقية) في العام 1950 فاتخذها زوجة له، فتفضي له بسرها العجيب، الذي احتفظت به طوال حياتها، سر خبأوه والدها قبل رحيله خلف الحدود، لقد خبأ في كهف على شاطئ الطنطورة صندوقاً حديدياً، ثم تلد باقية طفلاً أسمياه «ولاء». يعلم ولاء بهذا السر، وكان قد أقام خلية تنظيمية مسلحة مع زملائه في المدرسة، ويجعلون من قبو مهجور على شاطئ الطنطورة مخبأ لهم، واستطاعت السلطة أسر زملائه ولم يبق إلاّ هو فالتجأ إلى القبو المهجور، طلباً للمقاومة والاستشهاد فيحاصره العسكر ويخف الرجل الكبير (عسكري) إلى سعيد والد ولاء كي يقوم مع أمه باقية بإقناع ولدهما بتسليم نفسه، فيدور بين ولاء وأمه حوار مؤثر، تكون نهايته أن تلتحم الأم بابنها لأن هناك في الصندوق رشاشاً آخر. فيغوصان في الماء، ولا يعثر لهما على أثر، وقيل إنهما غرقا في الكهف في أعماق البحر، في المكان الذي خبأ والد باقية فيه صندوقه الحديدي، فيضيع أثرهما، كما ضاع أثر صديقته يعاد.
الكتاب الثالث: «يعاد الثانية» ويضم اثنى عشر مشهداً. وفيه يكون اللقاء مع يعاد الثانية ابنة يعاد الأولى التي احبها، وهو خارج من السجن في إسرائيل، أما كيف دخل السجن، فذلك أنه في ليلة من ليالي الست العفريتة حين رفع علم الاستسلام فوق عصا مكنسة، ملبياً أمر المذيع العربي في محطة إسرائيل، الذي يدعو العرب المهزومين إلى رفع أعلام بيضاء فوق أسطحة منازلهم، يعتبر الرجل الكبير أن عمله هذا إساءة للدولة الجديدة إسرائيل، لأنه يشير إلى أن حيفا أرض محتلة، وهي جزء من الدولة.
في هذا الكتاب يبدأ تحول سعيد نحو الإيجابي، ويعي واقعه جيداً، ومكانته في هذا الواقع، ففي سجن شطة (بيسان) يلتقي بسجين جريح، عرف أنه فدائي قادم من لبنان، اسمه «سعيد» أيضاً، فتسيطر على سعيد المتشائل لحظات حرجة مقارناً بين نفسه وبين سعيد الفدائي، فيشعر باعتزاز شديد وفريد اتجاه هذا الفدائي. وأثناء خروجه من السجن يلتقي ويعاد الثانية، التي جاءت لتسأل عن أخيها الفدائي، فيتعانقان، سعيد ويعاد الثانية، ويذهب بها إلى منزله القديم في حيفا، وقبل أن تطردها سلطات الاحتلال، تخبره بأنها ابنة يعاد الأولى، وبأن سعيد الفدائي الجريح أخوها، فيقرر سعيد أن يختفي فيطير مع رجل الفضاء، ثم يبعث برسائله هذه إلى الراوي أو الكاتب إميل حبيبي.
في ختام العمل نقرأ بأن هذه الرسائل قد أتت من لدن شخص مجنون يدهن حائطاً بفرشاة يغمسها بدلو بلا قاع. لا شك بأن هذا المستوى المغرق بالسوداوية والسخرية ما هو إلا خطاب ناتج بفعل الاقتلاع وتداعيات الصدمة التي تُنتج سرديات طافحة بالمعاني المضمرة والكنائية.

## وصلات خارجية
- سوط اسمه «سعيد أبي النحس»، الجزيرة
- أراء ومراجعات القرّاء حول الرواية في موقع أبجد
- اقتباسات من الرواية في موقع أبجد